# Urządzenie peryferyjne

Komputer w architekturze von Neumanna

Urządzenie peryferyjne (ang. peripheral device) – dowolna część komputera inna niż procesor (CPU) i pamięć operacyjna, czyli np. klawiatura, monitor, mysz, drukarka, skaner, ploter, napęd taśmowy, mikrofon, głośnik, aparat fotograficzny, joystick, manipulator 3D, kamera internetowa. Szybka pamięć operacyjna, jak RAM, ROM czy nawet dawniej pamięć ferrytowa, nie może być określana mianem urządzenia peryferyjnego.
Urządzenia peryferyjne dzieli się ze względu na ich relacje z komputerem na urządzenia:
- wejścia (np. klawiatura),
- wyjścia (np. drukarka),
- wejścia/wyjścia (np. pendrive).

Współczesne określenie „urządzenie” jest ogólniejsze w tym sensie, że odnosi się do obiektów takich jak RAM-drive, karta sieciowa czy nawet dalekopis. Część osób jednak argumentuje, że wraz z pojawieniem się komputera osobistego (PC) elementy takie jak płyta główna, dysk twardy, klawiatura, mysz i monitor są częściami podstawowego systemu komputerowego i należy stosować termin „urządzenie peryferyjne” tylko do dodatkowych, opcjonalnych komponentów maszyny.